# Ambasada Stanów Zjednoczonych w Suvie
Ambasada Stanów Zjednoczonych w Suvie (ang. The Embassy of the United States in Suva, fr. Ambassade des États-Unis de Suva) – misja dyplomatyczna Stanów Zjednoczonych Ameryki w Republice Fidżi.
Ambasador Stanów Zjednoczonych w Suvie oprócz Republiki Fidżi akredytowany jest także w Republice Kiribati, Republice Nauru, Królestwie Tonga oraz na Tuvalu. Okrąg konsularny sekcji konsularnej ambasady oraz misja attaché wojskowego w Suvie prócz wymienionych państw obejmuje także terytoria francuskie rejonu Pacyfiku: Nową Kaledonię, Polinezję Francuską oraz Wallis i Futunę. Działające przy ambasadzie Regionalne Biuro Ochrony Środowiska współpracuje z 16 państwami i terytoriami zależnymi w regionie.

## Historia

### Fidżi
Stany Zjednoczone utrzymywały obecność konsularną na wyspach jeszcze przed 1874, gdy stały się one kolonią brytyjską. Pierwszy amerykański konsul na Laucala został mianowany w 1844. Na stałe rezydował on jednak w Auckland, w Nowej Zelandii. Brak danych o roku zamknięcia konsulatu.
Stany Zjednoczone uznały niepodległość Fidżi 10 października 1970, za prezydentury Richarda Nixona. 22 lipca 1971 oba państwa nawiązały stosunki dyplomatyczne. Amerykańska placówka na Fidżi została otworzona 1 listopada 1971. Początkowo zarządzał nią urzędnik w randzie chargé d’affaires, natomiast ambasadorem był ambasador Stanów Zjednoczonych w Wellington. 11 kwietnia 1978 listy uwierzytelniające złożył pierwszy amerykański ambasador rezydujący w Suvie.

### Kiribati
Pierwsze amerykańskie przedstawicielstwo konsularne na Wyspach Gilberta otworzono w 1888. Znajdowało się ono na atolu Butaritari. Brak danych o roku zamknięcia konsulatu.
Stany Zjednoczone uznały niepodległość Kiribati 12 lipca 1979, za prezydentury Jimmy'ego Cartera. 12 sierpnia 1980 oba państwa nawiązały stosunki dyplomatyczne. Na Kiribati nigdy nie istniała amerykańska placówka dyplomatyczna. Każdy amerykański ambasador akredytowany na Kiribati był ambasadorem w Suvie.

### Nauru
Stany Zjednoczone uznały niepodległość Nauru 24 października 1976 (ponad 8 lat po jej uzyskaniu), za prezydentury Geralda Forda i tego samego dnia oba państwa nawiązały stosunki dyplomatyczne. Na Nauru nigdy nie istniała amerykańska placówka dyplomatyczna. Początkowo w tym państwie akredytowany był ambasador Stanów Zjednoczonych w Canberze. Od 1996 amerykańskim przedstawicielem na Nauru jest ambasador w Suvie.

### Tonga
Stany Zjednoczone uznały niepodległość Tonga 2 października 1886, za prezydentury Grovera Clevelanda i tego samego dnia oba państwa podpisały traktat o przyjaźni, handlu i nawigacji. W latach 1897–1901 istniał Konsulat Generalny Stanów Zjednoczonych w Nukuʻalofie. Stany Zjednoczone zlikwidowały placówkę, gdy prowadzenie polityki zagranicznej Tonga przejęła Wielka Brytania. 28 lipca 1920 brytyjskie Biuro Spraw Zagranicznych w imieniu króla Tonga rozwiązało umowę z 1886.
Ponowne nawiązanie stosunków dyplomatycznych miało miejsce 4 października 1972. W czasach współczesnych na Tonga nie istniała amerykańska placówka dyplomatyczna. Początkowo w tym państwie akredytowany był ambasador Stanów Zjednoczonych w Wellington. Od 1979 amerykańskim przedstawicielem na Tonga jest ambasador w Suvie.

### Tuvalu
Stany Zjednoczone uznały niepodległość Tuvalu 1 października 1978, za prezydentury Jimmy'ego Cartera. 10 maja 1979 oba państwa nawiązały stosunki dyplomatyczne. Na Tuvalu nigdy nie istniała amerykańska placówka dyplomatyczna. Pierwszy amerykański ambasador w tym kraju został mianowany w 1980. Każdy amerykański ambasador akredytowany na Tuvalu był ambasadorem w Suvie.